# ديانا كرال
ديانا كرال (بالإنجليزية: Diana Krall)‏ مغنية جاز ،عازفة بيانو ومؤلفة موسيقية كندية حائزة على جائزتي غرامي، ولدت في مدينة نانيانو في مقاطعة كولومبيا البريطانية في كندا في 16 نوفمبر/تشرين الثاني 1964. بدأت مهنتها الفنية منذ أوائل التسعينيات وتميزت بنمط الجاز ،ال بوسا نوفا ، والبوب التقليدي، أصدرت العديد من الألبومات وأقامت العديد من الحفلات في مختلف عواصم العالم.

## ألبوماتها
- Stepping Out عام 1993
- Only Trust Your Heart عام 1995
- All for You: A Dedication to the Nat King Cole Trio عام 1996
- Love Scenes عام 1997
- Have Yourself A Merry Little Christmas (EP) عام 1998
- When I Look in Your Eyes عام 1999 (جائزة غرامي لأفضل أداء 1999)
- The Look of Love عام 2001
- Live in Paris عام 2002 (جائزة غرامي لأفضل ألبوم جاز 2002)
- The Girl in the Other Room عام 2004
- Christmas Songs عام 2005
- From This Moment On عام 2006
- The Very Best of Diana Krall عام 2007
- The Very Best of Diana Krall - DVD عام 2007
- Quiet Nights عام 2009
- Live in Rio - DVD عام 2009

## وصلات خارجية
- ديانا كرال على موقع IMDb (الإنجليزية)
- ديانا كرال على موقع الموسوعة البريطانية (الإنجليزية)
- ديانا كرال على موقع مونزينجر (الألمانية)
- ديانا كرال على موقع ألو سيني (الفرنسية)
- ديانا كرال على موقع ميوزك برينز (الإنجليزية)
- ديانا كرال على موقع رولينغ ستون (الإنجليزية)
- ديانا كرال على موقع أول موفي (الإنجليزية)
- ديانا كرال على موقع قاعدة بيانات الأفلام السويدية (السويدية)
- ديانا كرال على موقع إن إن دي بي (الإنجليزية)
- ديانا كرال على موقع أول ميوزيك (الإنجليزية)
- الموقع الرسمي
- Diana Krall Fans
- حفلات مباشرة